# Traize
Traize est une commune française située dans le département de la Savoie, en région Auvergne-Rhône-Alpes.

## Urbanisme

### Typologie
Au 1er janvier 2024, Traize est catégorisée commune rurale à habitat dispersé, selon la nouvelle grille communale de densité à sept niveaux définie par l'Insee en 2022.
Elle est située hors unité urbaine. Par ailleurs la commune fait partie de l'aire d'attraction de Chambéry, dont elle est une commune de la couronne,. Cette aire, qui regroupe 115 communes, est catégorisée dans les aires de 200 000 à moins de 700 000 habitants,.

### Occupation des sols
L'occupation des sols de la commune, telle qu'elle ressort de la base de données européenne d’occupation biophysique des sols Corine Land Cover (CLC), est marquée par l'importance des forêts et milieux semi-naturels (53,7 % en 2018), une proportion identique à celle de 1990 (53,7 %). La répartition détaillée en 2018 est la suivante : 
forêts (53,7 %), zones agricoles hétérogènes (35,9 %), prairies (10,4 %).
L'IGN met par ailleurs à disposition un outil en ligne permettant de comparer l’évolution dans le temps de l’occupation des sols de la commune (ou de territoires à des échelles différentes). Plusieurs époques sont accessibles sous forme de cartes ou photos aériennes : la carte de Cassini (XVIIIe siècle), la carte d'état-major (1820-1866) et la période actuelle (1950 à aujourd'hui).

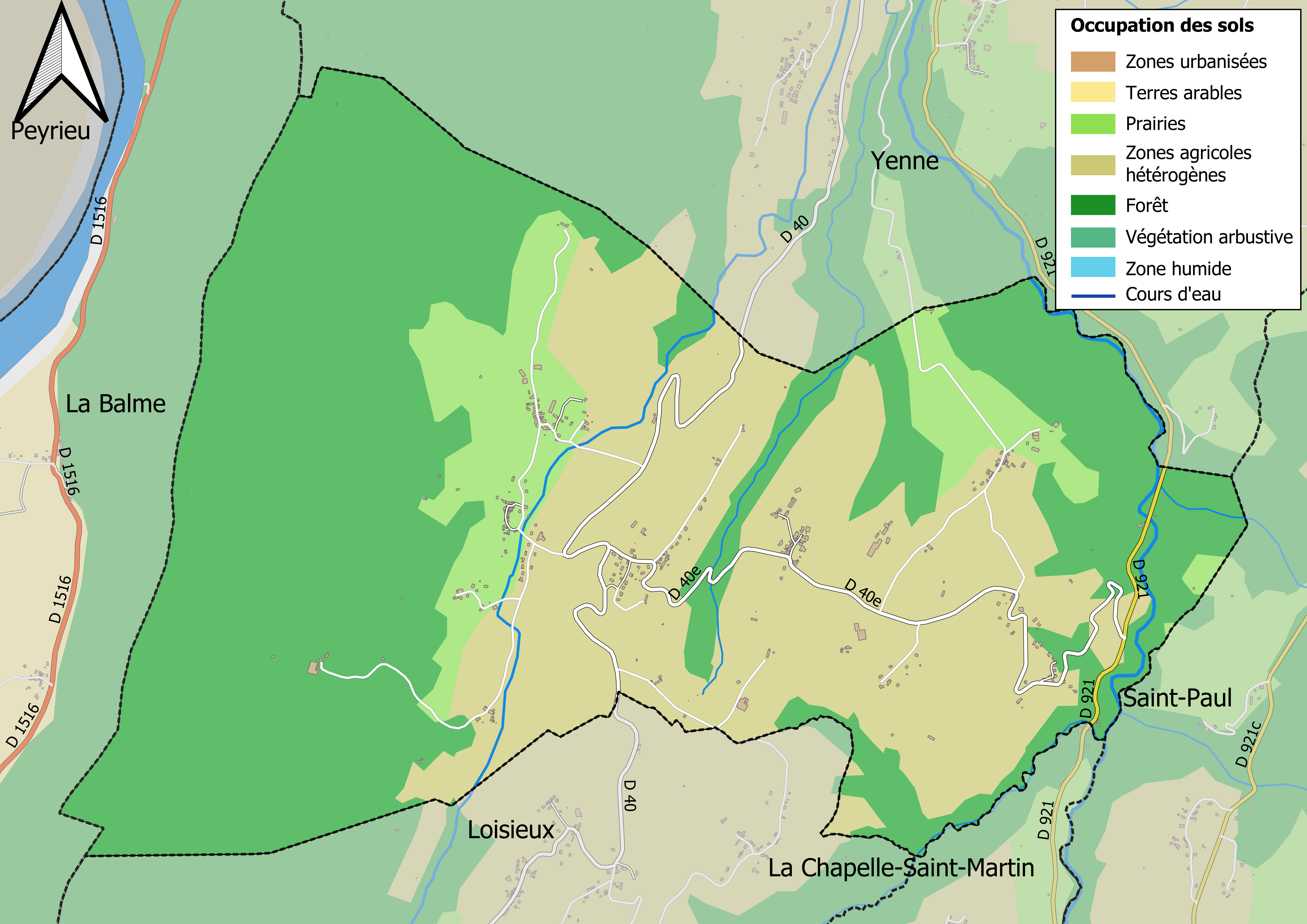
Carte des infrastructures et de l'occupation des sols en 2018 (CLC) de la commune.
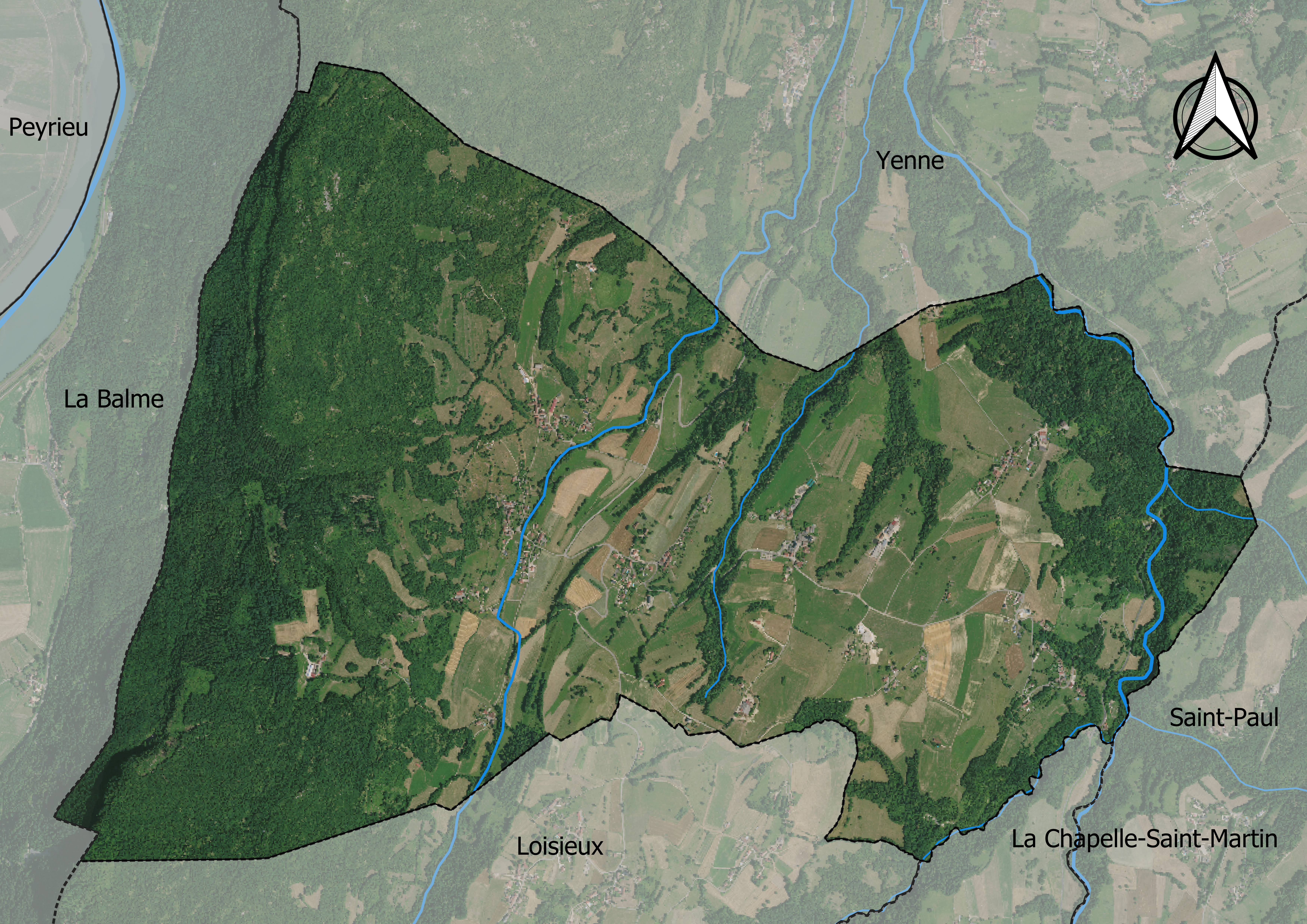
Carte orthophotogrammétrique de la commune.

## Toponymie
Quelques noms attribués à la localité au fil du temps :
- Parrochia de Treize (XIVe siècle),
- Capellanus de Troysia (XIVe siècle),
- Treisia (XVIIe siècle),
- Trèse (cadastre sarde)
- Treze (1729).

En francoprovençal, le nom de la commune s'écrit Trazé, selon la graphie de Conflans.

## Histoire
Une charte datée aux alentours de 995 relate un échange entre l'archevêque de Vienne et l'évêque de Belley, Odon,. Odon reçoit de l'archevêque de Vienne l'église de Traize et ses dépendances, « ager qui vocalur Tresia », au comté de Belley,. Traize est le centre d'un ager. Le contrat permet à l'évêque de « léguer cette précaire à l'un de ses frères, sans prévoir in fine sa restitution à l'église de Vienne ». Le comte Humbert en hérite, puis ses successeurs.
Le 13 germinal de l'an II (2 avril 1794), Maxime Sevez (1761-1802), commissaire de la Révolution, est à Traize, il apprend que le clocher est démoli et qu'il n'existe plus dans la commune aucun signe de féodalité ni de fanatisme, sauf la tour carrée du château de la Martinière et le château de Beyrin appartenant au ci-devant Joseph-Hyacinthe de Perron, mais qu'eu égard de sa petite population, la commune n'était pas en état de les démolir sans être aidée par des ouvriers des communes voisines, surtout la tour de la Martinière dont les murs avaient cinq pieds d'épaisseur.

## Politique et administration
| Période                                  | Période  | Identité      | Étiquette | Qualité                                |
| ---------------------------------------- | -------- | ------------- | --------- | -------------------------------------- |
| mars 1983                                | En cours | Guy Dumollard | SE        | Président de la Communauté de communes |
| Les données manquantes sont à compléter. |          |               |           |                                        |

## Démographie
Les habitants de la commune sont appelés les Traizolans.

L'évolution du nombre d'habitants est connue à travers les recensements de la population effectués dans la commune depuis 1793. Pour les communes de moins de 10 000 habitants, une enquête de recensement portant sur toute la population est réalisée tous les cinq ans, les populations de référence des années intermédiaires étant quant à elles estimées par interpolation ou extrapolation. Pour la commune, le premier recensement exhaustif entrant dans le cadre du nouveau dispositif a été réalisé en 2004.

En 2022, la commune comptait 336 habitants, en évolution de +6,67 % par rapport à 2016 (Savoie : +3,63 %, France hors Mayotte : +2,11 %).
| 1793 | 1800 | 1806 | 1822 | 1838 | 1848 | 1858 | 1861 | 1866 |
| ---- | ---- | ---- | ---- | ---- | ---- | ---- | ---- | ---- |
| 433  | 444  | 473  | 459  | 565  | 588  | 426  | 441  | 432  |

| 1872 | 1876 | 1881 | 1886 | 1891 | 1896 | 1901 | 1906 | 1911 |
| ---- | ---- | ---- | ---- | ---- | ---- | ---- | ---- | ---- |
| 423  | 433  | 376  | 406  | 412  | 358  | 325  | 313  | 302  |

| 1921 | 1926 | 1931 | 1936 | 1946 | 1954 | 1962 | 1968 | 1975 |
| ---- | ---- | ---- | ---- | ---- | ---- | ---- | ---- | ---- |
| 305  | 286  | 289  | 293  | 270  | 222  | 201  | 195  | 182  |

| 1982 | 1990 | 1999 | 2004 | 2006 | 2009 | 2014 | 2019 | 2022 |
| ---- | ---- | ---- | ---- | ---- | ---- | ---- | ---- | ---- |
| 201  | 218  | 230  | 254  | 277  | 284  | 304  | 325  | 336  |

## Culture locale et patrimoine

### Lieux et monuments
- Château de Beyrin, datant du XVe siècle. Il serait fondé par la famille de Seyssel, puis transmis au XVIIe siècle à la famille du Goy de Navette, apparentée aux seigneurs de La Martinière. Le domaine passa ensuite aux familles de Rostaing et de Boigne, puis à la famille du Parc Locmaria[17].
- Maison forte de La Martinière, datant du XVe siècle: cette maison forte a gardé son caractère ancien. Elle a appartenu aux familles Duclos, de Dortan, de Seyssel, du Goy de La Navette, de Perron, Goybet, puis à la famille Gignoux[18],[19]

### Cinéma
Le 5ème épisode de la série "Sortie de Secours", réalisée par Richard Delay, a été tourné en partie sur la commune.